# Xfire
Xfire était un logiciel propriétaire de messagerie instantanée pour les joueurs de jeux vidéo.
Il permet de savoir à quels jeux ils jouent et, sur certains jeux en ligne, sur quel serveur ils sont connectés. Il permet même dans ce cas de les joindre facilement.
Le fonctionnement du logiciel est stoppé le 12 juin 2015,.

## Fonctionnalités de Xfire

### Messagerie instantanée
Comme tous les logiciels de messagerie instantanée il permet de communiquer avec ses contacts mais il se distingue par le fait que s'ils jouent, le message apparaît dans une petite fenêtre pendant le jeu ; le joueur n'a alors qu'une combinaison de touches à faire pour répondre sans interrompre sa partie (par défaut "DEFIL + X"). Dans la version 1.80, une souris à la xfire a été ajoutée en partie.

### Chat vocal
L'utilisateur a la possibilité d'activer la communication vocale afin d'éviter de taper un texte ce qui peut être gênant pendant une partie. Il peut également créer une conversation où un maximum de 20 personnes peuvent venir parler ensemble, il est également possible de masquer le chat quand vous êtes dans un jeu.

### Transfert de fichier
Xfire utilise la technologie P2P pour transférer des fichiers tels que des démos de jeux, des vidéos, des mises à jour matériel, ou même ses propres mises à jour.On peut transférer tout type de fichier (AvI,mp3,mp4,jpeg, etc.)

### Nombres d'heures de jeux
Xfire  permet de compter le nombre d'heures qu'on effectue sur un jeu vidéo. Vos heures sont visualisables sur votre page utilisateur de Xfire.

### Rejoindre la partie en cours
Un utilisateur peut joindre la partie en cours d'un autre utilisateur s'il possède le jeu.

### Gestionnaire de capture d'écran
Xfire permet de prendre des captures d'écran dans les jeux grâce à la combinaison de touche Défil + S (par défaut) 

## Xfire en ligne
Sur le site internet d'Xfire on peut consulter le statut détaillé de ses contacts, le nombre d'heures de jeu sur les 7 derniers jours, ainsi que sur toute la durée de son compte.

### Miniprofile
Le site internet d'Xfire met à disposition des joueurs des miniprofiles qui sont en fait des images que l'on peut insérer sur n'importe quel page web pour que tout le monde puisse voir à quel jeu le joueur à le plus joué la dernière semaine par exemple.

### Hébergement des captures d'écran
Xfire met à disposition 150Mo de place en ligne à disposition du joueur pour qu'il héberge ses captures d'écran préférées qui seront alors visibles des autres visiteurs du site.

### Gestionnaire de vidéos
Depuis la version 1.94 (30 juin 2008) il est possible de capter des vidéos en plein jeu grâce à une combinaison de touches paramétrable. Il est ensuite possible, à la manière des captures d'écran, d'uploader ses vidéos sur son compte et ainsi les partager avec des milliers d'autres joueurs. Sur ce point Xfire rejoint le concept de YouTube en proposant une libre visualisation des vidéos, la possibilité de les noter et de les commenter.

## Autres services
Xfire permet aussi de regrouper un compte Aol Instant Messenger, Msn, Google chat, Yahoo et Twitter grâce à l'option se trouvant dans Outils : Social Network Manager. Pratique, plus besoin d'avoir plusieurs fenêtres ouvertes, tous vos contacts se retrouvent intégrés/fusionnés  à xFire.

### Xfire Online Backup
Service permettant de sauvegarder 500Mo en ligne pour permettre la restauration de sauvegardes de jeux ou tout autre fichier.